# Saint-Cyr-la-Roche
 Saint-Cyr-la-Roche  là một xã thuộc tỉnh Corrèze trong vùng Nouvelle-Aquitaine miền trung Pháp.